# 阿拉帕塔 (佛罗里达州)
阿拉帕塔（英語：Allapattah）是一个位于美国佛罗里达州迈阿密-戴德县迈阿密西北部的街区，距迈阿密市中心约5英里（8公里），地处迈阿密国际机场以东约5英里（8公里）。街区占地面积4.653平方英里，东侧以95号州际公路为界，西侧接西北第27号大道，北临112号佛罗里达州州道，东南靠836号佛罗里达州州道，迈阿密河穿城而过。
这个社区的历史可追溯至1856年，名称源自塞米诺尔印第安语“鳄鱼”一词。1950年代前当地居民以白人为主，随着95号州际公路建设导致上城区非裔居民外迁，以及自由城、布朗斯维尔社区非裔人口南移，至1950年代末，非裔已成为该社区主要族群。1960年代受古巴革命影响，大量古巴移民开始迁入。1980年代迎来多米尼加、尼加拉瓜移民潮，后期海地难民相继到来。现今该地区已成为加勒比、中美洲和拉丁美洲移民的聚居地。2003年，由前迈阿密市长、长期担任市政专员的威利·戈特提议，将西北第17大道的其中一段阿拉帕塔街区昵称为小圣多米尼加（Little Santo Domingo），旨在纪念社区中的多米尼加裔美国人。
交通基础设施方面，阿拉帕塔设有三个地铁站，分别为UHealth-杰克逊站、圣塔克拉拉站和阿拉帕塔站。贯穿社区东西方向的南佛罗里达铁路走廊（SFRC）位于西北第22街与第23街之间，服务于区域内重要的农产品批发市场和花卉交易市场。当地的花卉交易市场与服装批发市场共同构成了拉美和加勒比地区商人的重要贸易集散地。街区空间布局呈现典型的工商业混合特征。西北第27号大道沿线集中了大量批发市场和物流设施；东部靠近UHealth-杰克逊站区域则受医疗区影响，分布着相关医疗服务产业；南部沿迈阿密河岸线保留着部分工业遗迹。